# フェルナンド・コシウク
フェルナンド・コシウク（Fernando Cosciuc 、1998年2月19日 - ）は、アルゼンチン・サンタフェ州ロサリオ出身のプロサッカー選手。ブラウン・デ・アドロゲ所属。ポジションは、ディフェンダー（センターバック）。

## 経歴
2017年4月23日、アルゼンチン・プリメーラ・ディビシオンのエストゥディアンテス戦でトップチーム初のベンチ入りを果たした。5月28日、1-1で引き分けたホームのボカ・ジュニアーズ戦でプロデビュー。80分間プレーした。

## 個人成績
2018年5月10日現在
| クラブ   | シーズン | リーグ                   | リーグ | リーグ | 国際大会 | 国際大会 | 合計 | 合計 |
| クラブ   | シーズン | リーグ                   | 出場   | 得点   | 出場     | 得点     | 出場 | 得点 |
| -------- | -------- | ------------------------ | ------ | ------ | -------- | -------- | ---- | ---- |
| ウラカン | 2016-17  | プリメーラ・ディビシオン | 1      | 0      | 0        | 0        | 1    | 0    |
| ウラカン | 2017-18  | プリメーラ・ディビシオン | 0      | 0      | 1        | 0        | 1    | 0    |
| 通算     | 通算     | 通算                     | 1      | 0      | 1        | 0        | 2    | 0    |